# 958 (szám)
A 958 (római számmal: CMLVIII) egy természetes szám, félprím, a 2 és a 479 szorzata.

## A szám a matematikában
A tízes számrendszerbeli 958-as a kettes számrendszerben 1110111110, a nyolcas számrendszerben 1676, a tizenhatos számrendszerben 3BE alakban írható fel.
A 958 páros szám, összetett szám, azon belül félprím, kanonikus alakban a 21 · 4791 szorzattal, normálalakban a 9,58 · 102 szorzattal írható fel. Négy osztója van a természetes számok halmazán, ezek növekvő sorrendben: 1, 2, 479 és 958.
A 958 négyzete 917 764, köbe 879 217 912, négyzetgyöke 30,95158, köbgyöke 9,85799, reciproka 0,0010438. A 958 egység sugarú kör kerülete 6019,29152 egység, területe 2 883 240,640 területegység; a 958 egység sugarú gömb térfogata 3 682 859 377,7 térfogategység.